# Aconodes multituberculata
Aconodes multituberculata är en skalbaggsart som först beskrevs av Stefan von Breuning 1947.  Aconodes multituberculata ingår i släktet Aconodes och familjen långhorningar. Inga underarter finns listade i Catalogue of Life.